# Turnianska Nová Ves
Turnianska Nová Ves (do roku 1927 Turňanská Nová Ves nebo Turňava, maďarsky Tornaújfalu) je obec v okrese Košice-okolí na východním Slovensku. Žije v ní 291 obyvatel. Nachází se na jihozápadě Košické kotliny. Území obce leží na státní hranici s Maďarskem a sousedí s územím maďarské obce Tornaszentjakab.

## Historie
Dnešní území obce bylo osídleno již v době kamenné. Archeologické nálezy pocházejí z období bukovohorské kultury, doby halštatské, pozdější doby laténské, doby římské a z raného středověku. Místo bylo poprvé písemně zmíněno v roce 1340 jako Uifalu. V roce 1828 zde bylo 69 domů a 560 obyvatel zaměstnaných jako pastýři a rolníci. V letech 1903 a 1904 zničily velkou část obce požáry. Do roku 1918 byla obec součástí Uherska. V letech 1938 až 1944 byla kvůli první vídeňské arbitráži součástí Maďarska. V letech 1964 až 1990 byla obec společně s Hosťovci a Chorváty součástí obce Nová Bodva.
Při sčítání lidu v roce 2011 žilo v Turnianské Nové Vsi 324 obyvatel, z toho 297 Maďarů a 25 Slováků. Dva obyvatelé informace o své etnické příslušnosti neuvedli.

## Památky
- Římskokatolický kostel sv. Jana Křtitele z roku 1328. Byl původně gotický. Několikrát byl přestavován, a to v barokním slohu, později v klasicistním a neoklasicistním slohu.
- Evangelický kostel v klasicistním stylu z roku 1792.[3]
- Domy postavené ve stylu lidové architektury, typickém pro region. Památkově jsou chráněny domy čp. 15, 16, 99, 105, 106 a 118.